# Матч за звание чемпиона мира по международным шашкам среди мужчин 2018
Матч за звание чемпиона мира по международным шашкам среди мужчин 2018 года проходил с 28 декабря по 13 января в 3-х городах Нидерландов (Леуварден, Гронинген, Ассен) между действующим чемпионом мира Александром Шварцманом (Россия) и чемпионом мира 2016 года Рулом Бомстрой (Нидерланды). Победил в матче и завоевал титул чемпиона мира Рул Бомстра.

## Регламент
Формат матча являлся результатом договорённости между участниками и спонсорами и одобрен ФМЖД.
Матч проводится в течение двенадцати игровых дней, в каждый из которых проводится игра с классическим контролем времени (1 час и 20 минут + 1 минута на ход).
Победителем матча становится спортсмен, набравший большую сумму очков и одержавший не менее 3-х побед.
В противном случае играется тай-брейк из трёх партий в рапиде (20 мин + 10 секунд за ход), затем при необходимости, играются три партии в блиц (10 мин + 5 секунд за ход), затем при необходимости в суперблиц по системе Лемана-Георгиева (10 мин + 5 секунд за ход до победы одного из участников). Количество побед в играх с классическим контролем времени суммируется с количеством побед в тай-брейке.
Если бы первые 6 партий с классическим контролем времени были сыграны вничью, должен был бы играться тай-брейк, победитель которого, повёл бы в матче со счётом 8-6.

## Расписание
| Дата       | Местное время | Событие            | Место проведения              | Город     |
| ---------- | ------------- | ------------------ | ----------------------------- | --------- |
| 28 декабря | 11:00         | Церемония открытия | Paleis het Stadhouderlijk Hof | Леуварден |
| 28 декабря | 13:00         | Игра 1             | Paleis het Stadhouderlijk Hof | Леуварден |
| 29 декабря | 12:00         | Игра 2             | Tresoar                       | Леуварден |
| 2 января   | 13:00         | Игра 3             | Paleis het Stadhouderlijk Hof | Леуварден |
| 3 января   | 12:00         | Игра 4             | Paleis het Stadhouderlijk Hof | Леуварден |
| 4 января   | 12:00         | Игра 5             | Van Swinderen Huys            | Гронинген |
| 5 января   | 12:00         | Игра 6             | Van Swinderen Huys            | Гронинген |
| 6 января   | 10:00         | (Тай-брейк)        | Van Swinderen Huys            | Гронинген |
| 7 января   | 12:00         | Игра 7             | Van Swinderen Huys            | Гронинген |
| 8 января   | 12:00         | Игра 8             | Van Swinderen Huys            | Гронинген |
| 9 января   | 12:00         | Игра 9             | Drents Museum                 | Ассен     |
| 10 января  | 12:00         | Игра 10            | Drents Museum                 | Ассен     |
| 11 января  | 12:00         | Игра 11            | Drents Museum                 | Ассен     |
| 12 января  | 12:00         | Игра 12            | RTV Drenthe                   | Ассен     |
| 13 января  | 10:00         | (Тай-брейк)        | RTV Drenthe                   | Ассен     |

## Результаты
| Участник           | Страна     | Рейтинг | 1 | 2 | 3 | 4 | 5 | 6 | 7 | 8 | 9 | 10 | 11 | 12 | Счёт | Кол-во побед |
| ------------------ | ---------- | ------- | - | - | - | - | - | - | - | - | - | -- | -- | -- | ---- | ------------ |
| Рул Бомстра        | Нидерланды | 2408    | 1 | 1 | 1 | 1 | 1 | 2 | 1 | 1 | 1 | 1  | 1  | 1  | 13   | 1            |
| Александр Шварцман | Россия     | 2393    | 1 | 1 | 1 | 1 | 1 | 0 | 1 | 1 | 1 | 1  | 1  | 1  | 11   | 0            |

После 12-ти игровых дней счёт побед был в пользу Рула Бомстры: 1-0. Согласно регламенту, в 13-й день проводился тай-брейк до тех пор, пока один из участников не одержит 3-х побед (для Бомстры 2-х). После рапида количество побед не изменилось. После блица Бомстра вёл со счётом 2-0. Третью победу он одержал в суперблице.

### Тай-брейк
| Участник           | Страна     | Рейтинг по рапиду/блицу | Рапид 1 партия | Рапид 2 партия | Рапид 3 партия | Блиц 1 партия | Блиц 2 партия | Блиц 3 партия | Суперблиц 1 партия | Суперблиц 2 партия | Кол-во побед |
| ------------------ | ---------- | ----------------------- | -------------- | -------------- | -------------- | ------------- | ------------- | ------------- | ------------------ | ------------------ | ------------ |
| Рул Бомстра        | Нидерланды | 2432                    | 1              | 1              | 1              | 2             | 1             | 1             | 1                  | 2                  | 3            |
| Александр Шварцман | Россия     | 2486                    | 1              | 1              | 1              | 0             | 1             | 1             | 1                  | 0                  | 0            |